# Френско Мароко
Френският протекторат в Мароко (на френски: Protectorat français du Maroc, произнасяно [pʁɔtɛktɔʁa fʁɑ̃sɛ dy maʁɔk]; на арабски: الحماية الفرنسية في المغرب), известен също като Френско Мароко, е колониален режим наложен от Франция на Мароко. Протекторатът е създаден официално на 30 март 1912 г., когато султан Абд ал Хафид подписва Феския договор, въпреки че френската военна окупация започва с нахлуването в Уджда и бомбардировката на Казабланка през 1907 г. Френският протекторат съществува до анулирането на договора на 2 март 1956 г. със съвместната декларация на Франция и Мароко.
Френският протекторат поделя територията с испанския протекторат, създаден и разпуснат в същия период. Границите обхващат района на Мароко между коридора на Таза и река Драа, включително редките племенни земи, а официалната столица е Рабат.